# Giáo sĩ ngực lửa
Euplectes diadematus (tên thông thường trong tiếng Anh: "Fire-fronted bishop", nghĩa: giám mục ngực lửa) là một loài chim thuộc Họ Rồng rộc. Loài này phân bố ở Kenya, Somalia, và Tanzania.